# Ruiko Yoshida
Pour les articles homonymes, voir Yoshida.
Ruiko Yoshida est une photographe photojournaliste japonaise née le 10 juillet 1938 à Hokkaidō et morte le 31 mai 2024, lauréate en 2003 du prix Higashikawa.

## Biographie
Yoshida a largement voyagé en Amérique du Nord et du Sud, en Asie et en Afrique. Elle vit à nouveau au Japon depuis 1970 et est devenue une photojournaliste indépendante.
En 2000, elle a dirigé le film Long Run produit par Toho Eiga Co.